# Hồ bơi

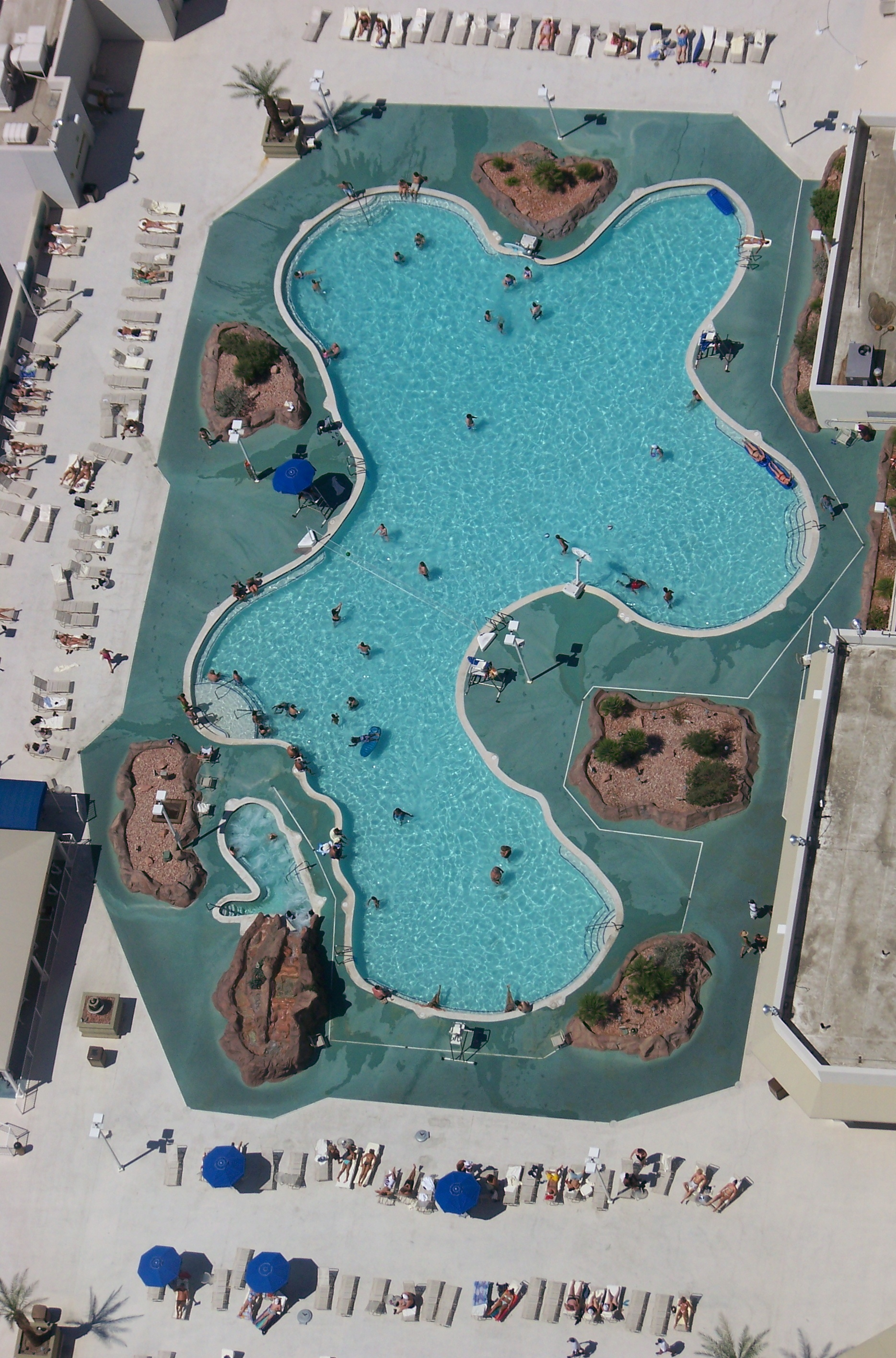
Một bể bơi trên sân thượng tòa nhà ở Las Vegas, Nevada, Hoa Kỳ, nhìn từ trên cao.

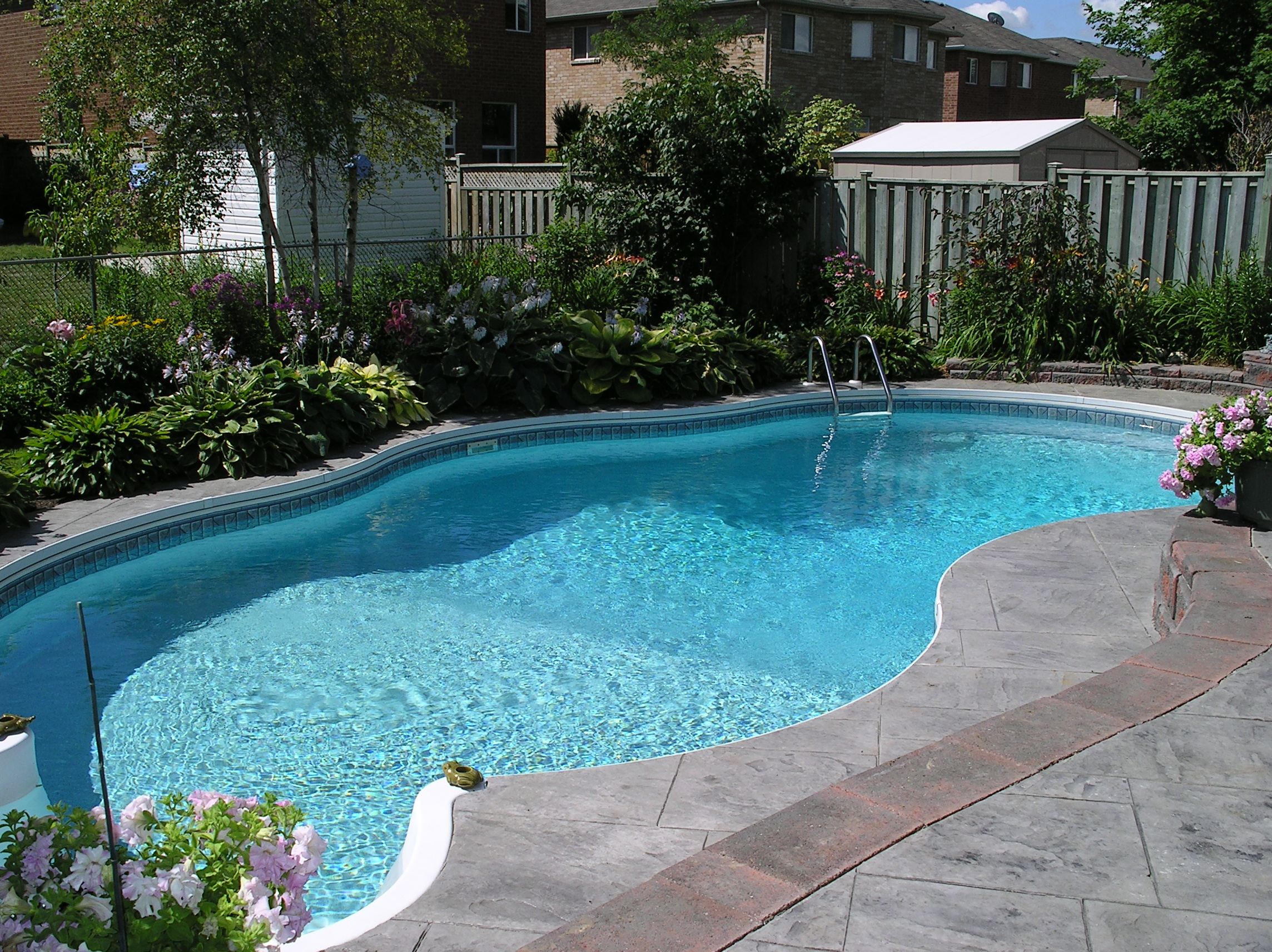
Bể bơi sân sau nhà

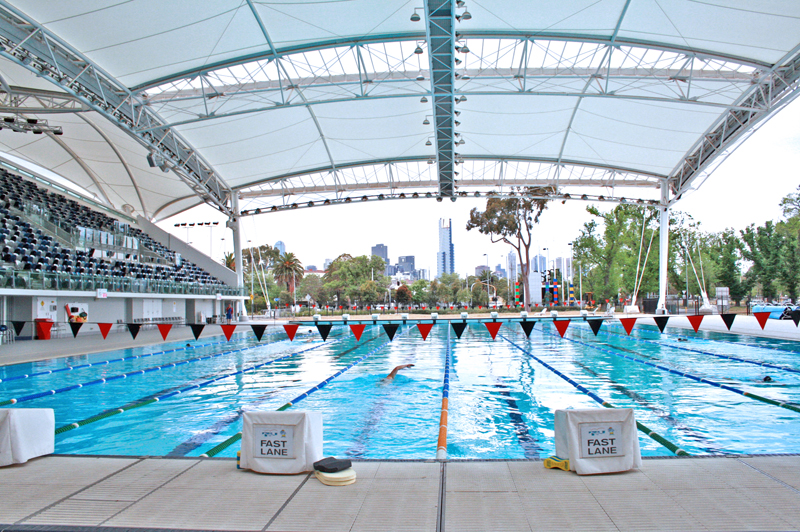
Bể bơi Olympic và các đánh dấu điểm bắt đầu dành cho thi đấu của 2006 Commonwealth Games ở Melbourne, Australia

Bể bơi hay hồ bơi, là một loại công trình xây dựng hoặc một dụng cụ dùng để chứa nước ở dạng tĩnh nhằm phục vụ cho việc bơi lội: Bơi lội, lặn, nhảy cầu, bóng nước, bơi nghệ thuật...v.v. Bể bơi cũng còn phục vụ cho các hoạt động vui chơi, nghỉ dưỡng và du lịch.

## Phân loại bể bơi
Có nhiều cách phân loại bể bơi, trong đó cách phân loại phổ biến nhất là chia theo vị trí của bể bơi so với mặt đất, theo cách chia này bể bơi chỉ được chia làm hai loại là Bể bơi trên mặt đất và Bể bơi dưới lòng đất. Cách chia này đem lại sự phân biệt rõ ràng giữa hai loại bể bơi về vị trí, về giá thành, cách lắp đặt, khả năng hữu cho mỗi gia đình. Bể bơi dưới lòng đất là loại bể bơi được xây dựng bằng cách đào sâu một khoảng đất dưới lòng đất, tiến hành xây dựng và lắp đặt các thiết bị, thường có diện tích tương đối lớn, sử dụng được cho nhiều người, chi phí xây dựng và lắp đặt thiết bị lớn.
Bể bơi trên mặt đất là loại bể bơi thường có kích thước nhỏ, dễ dàng triển khai lắp đặt, thời gian lắp đặt nhanh, giá thành rẻ, có thể di chuyển đến nơi khác dễ dàng.

Ngoài cách phân loại trên còn có những cách phân loại khác như Bể bơi trong nhà, bể bơi ngoài trời; Bể bơi người lớn, bể bơi trẻ em. 

Tiêu chuẩn bể bơi được sử dụng tại Giải vô địch thế giới về bơi lội và Thế vận hội mùa hè.

## Các công nghệ xử lý nước bể bơi

### Lọc nước
- Phương pháp dùng đường ống: là hệ thống lọc gồm có máy bơm, bình lọc, các van và phụ kiện được đặt trong 1 phòng kỹ thuật, kết nối với hồ qua đường ống để lọc nước.
- Phương pháp không dùng đường ống: sử dụng là hệ thống lọc đặt ngay trên thành bể để lọc nước.

### Khử trùng nước
Các phương pháp khử trùng bao gồm:
- Dùng clo hàng ngày: theo lượng clo bột thả vào hồ với nồng độ 0,0005% (0,5 kg/100m3 nước trong ngày).
- Dùng PP điện phân muối: bỏ vào trong hồ 1 lượng muối nồng độ 0,5%, hệ thống lọc có lắp đặt máy điện phân. Máy tự động làm việc khi vận hành máy lọc.
- Dùng máy tạo ra Ozone hòa tan vào nước hồ: lắp đặt 1 máy tạo ra Ozone trong phòng kỹ thuật, kết nối đường ống ngõ ra máy tạo Ozone vào đường ống hồ bơi và máy tư động tạo ra Ozone khi hệ thống hoạt động.
- Dùng máy định lượng hóa chất: lắp đặt 1 hệ thống trong phòng kỹ thuật có nhiệm vụ đo kiểm tra nồng độ Clo, PH và tự động bơm thêm hóa chất khi thiếu. Hệ thống vận hành tự động.

Tuyệt đối không nên dùng sunfat đồng để tẩy rong rêu trong hồ, vì đây là một loại chất độc

## Kích thước của bể bơi
Kích thước của bể bơi thường được tính bằng đơn vị m (mét), có thể được tính bằng cách đo chiều dài, chiều rộng và độ sâu của bể bơi nếu là bể bơi hình chữ nhật. Tuy nhiên đôi khi bể bơi lại có nhiều hình dạng khác nhau, chẳng hạn như hình bầu dục, hình tròn hay đường cong gấp khúc. Trong trường hợp này người ta sẽ tính kích thước của bể bơi dựa theo số khối nước khi bơm đầy bể, đây là cách tính chính xác nhất, áp dụng được cho mọi loại bể bơi.

## Dụng cụ, thiết bị dùng cho bể bơi
Để phục vụ cho hoạt động của bể bơi, thường có các thiết bị và dụng cụ liên quan sau: Bơm nước, dụng cụ vệ sinh, máy làm ấm nước, thang vào hoặc ra bể, bạt che, bạt che làm ấm nước dùng năng lượng mặt trời.

### Trang phục
Trong bể bơi công cộng, trang phục có thể được kiểm soát chặt chẽ hơn, và hồ bơi trong nhà nghiêm ngặt hơn bể bơi ngoài trời. Ví dụ, ở các nước mà phụ nữ có thể được để ngực trần trên bãi biển, họ thường không được phép vào hồ bơi nếu để ngực trần. Đối với nam giới, quần short thông thường và một áo tại một bãi biển có thể được coi là chấp nhận được, nhưng hồ bơi thường yêu cầu bộ đồ bơi thật sự hay đồ chuyên dụng khác. Quần áo mặc trong hồ bơi, ít chú ý đến tính vệ sinh, mà là tạo khả năng nhận biết để có thể cứu người nhanh chóng. Tại Pháp và một số nước châu Âu khác, quần ngắn thường không được phép vì lý do vệ sinh. Ở các nước Bắc Âu và đặc biệt là Iceland, quy định về quần áo và vệ sinh đặc biệt nghiêm ngặt. Khi lặn từ một nơi nông xuống nơi sâu hơn, thì quần áo được mặc cần dày gấp đôi. Vì trong trường hợp lặn sâu, bộ đồ mặc trên người sẽ bảo vệ cơ thể khỏi tác động của nước.